# 夏尚絅
夏尚絅（？—1645年），字中美，號國山，大興籍常州府宜興縣人，明朝、南明政治人物。

## 生平
崇禎三年（1630年），夏尚絅中式順天鄉試舉人，次年（1631年）聯捷進士，初授户部浙江司主事，德州管仓。九年丁忧。十年起补车驾司主事，十一年擔任刑科給事中，管太仓银库。北京疏通河道，耗費百萬，他上言：「連年邊境失守，但宮廷安全。如深溝能足以拒兵，那麼去年德州、滄州、濟寧州遭河决，敵人依然揚鞭飛渡，如入無人之境，則明顯控扼在人為，不在天險。今天投放百萬在水利，不如用在邊疆，令敵軍不得蹂躪國土。」朝廷未有採納他的意見。十三年升浙江右參議，之後他歷任福建汀漳僉事、浙江金衢副使、福建漳南參政，調任福建督糧道。
弘光時，夏尚絅捐萬金助餉，馬士英以他無私進獻，指罵說：「道臣捐出巨資，可知其平日操守。」矯詔逮捕審問。南京失陷，他悲憤絕食殉國。妻子趙氏、女兒夏貞姐、媳婦唐氏留在北京，北京淪陷時闔家自經。